# Die Gesichtslosen
Die Gesichtslosen („Faceless“) ist ein 2003 erschienener Roman von Amma Darko. Er handelt vom Leben der Straßenkinder in der Hauptstadt von Ghana, Accra. Der Mord an einem Straßenkind soll aufgeklärt werden.
Die gemeinnützige Organisation MUTE und der Moderator von Harvest fm, Sylv Po, werden hier eingeführt. Sie spielen auch in dem späteren Roman Das Lächeln der Nemesis eine entscheidende Rolle.

## Inhalt
Der Roman spielt in Accra, teilweise im berüchtigten Viertel Agbogbloshie, genannt „Sodom und Gomorrha“.
Dort lebt die vierzehnjährige Fofo, deren ältere Schwester Baby T ermordet wird. Kabria, die für die gemeinnützige Organisation MUTE arbeitet, trifft zufällig auf Fofo und beschließt ihr zu helfen. Die Organisation MUTE macht sich gemeinsam mit dem Radiojournalisten Sylv Po auf die Suche nach dem Mörder von Baby-T.
Der Bordellinhaber Poison versucht die Aktion zu unterbinden, weil er fürchtet, dass seine illegalen Geschäfte publik werden.

## Verfilmung
Im Jahr 2007 entstand der Film Roaming around, Regie: Brigitte M. Bertele, Kamera: Eva Maschke, der 2008 den Deutschen Kurzfilmpreis in Gold erwarb sowie zahlreiche andere Preise.

## Ausgaben
- Englische Erstausgabe: Subsaharan Publishers, Ghana 1996, ISBN 9789988550509
- Deutsche Erstausgabe (Übersetzung: Anita Jörges-Djafari): Schmetterling Verlag 2003, ISBN 3896571265